# Универзитет у Хелсинкију
Универзитет у Хелсинкију (фин. Helsingin yliopisto, лат. Universitas Helsingiensis, скраћено UH) је универзитет са сједиштем у Хелсинкију, Финска, од 1829. године. Оригинално је основан 1640. у граду Турку под именом Краљевска академија града Турку, и у то вријеме је био дио Шведског царства. То је највећи и најстарији универзитет у Финској са највећим избором разних дисциплина. Тренутно има око 35000 студената у 11 факултета и 11 истраживачких института.
Од првог августа 2005. универзитет је у складу са стандардима Болоњског процеса и нуди титуле Bachelor, Master, Licenciate, и Doctor Пријем у програме је обично утврђен на бази улазних испита, а за мастер и докторске титуле на бази резултата на нижем нивоу факултета. Процес је доста строг: само 15% кандидата се прима. Рангиран је међу 100 најбољих универзитета на свијету 2011. (Times Higher Education and the Academic Rankings of World Universities).
Универзитет је двојезичан, са наставом на финском и шведском језику. Настава на енглеском је интензивна на нивоима Master, Licentiate, и Doctor.
Држећи се традиционално Хумболдтовог (Wilhelm von Humboldt) учења, Универзитет у Хелсинкију ставља тежиште на висок квалитет наставе, и истраживања. Члан је разних међународних универзитетских мрежа, као што су Europaeum, UNICA,, Utrecht Network, и један је од оснивача Лиге европских истраживачких универзитета (League of European Research Universities).